# Baldur’s Gate (gra komputerowa)
Baldur’s Gate – komputerowa gra fabularna z serii Baldur’s Gate. Została stworzona przez BioWare i wydana przez Interplay 23 grudnia 1998 roku, w Polsce premiera miała miejsce 24 maja 1999, a za lokalizację odpowiadał CD Projekt. Osadzona jest w świecie Zapomnianych Krain i oparta na zasadach drugiej edycji Advanced Dungeons & Dragons. Miejscem akcji jest Wybrzeże Mieczy, które leży na zachodnim brzegu kontynentu Faerûn. Tytułowe Wrota Baldura to duże miasto portowe położone w tym regionie.

## Rozgrywka
Gracz widzi świat z perspektywy rzutu izometrycznego i steruje drużyną składającą się z maksymalnie sześciu bohaterów. Kierując nimi podróżuje między lokacjami, wykonuje zadania, rekrutuje nowych kompanów do pomocy i walczy z przeciwnikami, aby dotrzeć do końca głównego wątku fabularnego. Sterowanie bohaterami polega na klikaniu w miejsca, w które chcemy ich wysłać i na przeciwników, których chcemy zaatakować. Interfejs pozwala graczowi na wybór konkretnej akcji jaką ma wykonać jeden z bohaterów, na przejrzenie informacji o obecnie wykonywanych zadaniach i statystykach postaci oraz na zarządzanie ekwipunkiem. Mechaniki rozgrywki oparte są na zasadach drugiej edycji gry Advanced Dungeons & Dragons. Mimo iż gra odbywa się w czasie rzeczywistym, gracz może w dowolnej chwili zatrzymać upływ czasu i zaplanować ruchy postaci. Na początku rozgrywki należy stworzyć nową postać lub zaimportować już istniejącą. Nowemu bohaterowi należy wybrać imię, płeć, rasę, klasę, moralność i biegłość w walce. Możliwe jest stworzenie postaci wieloklasowej, lecz podlega to restrykcjom według zasad drugiej edycji AD&D.
Główna linia fabularna podzielona jest na osiem części – prolog i siedem rozdziałów. Do ukończenia każdej z nich wymagane jest wykonanie konkretnego zadania. Mimo że gra pozwala na swobodną eksplorację świata od momentu ukończenia prologu, to niektóre lokacje pozostają niedostępne do czasu ukończenia określonego rozdziału. Wszystkie postaci, z wyjątkiem zaimportowanych bohaterów, zaczynają grę z niewielkimi umiejętnościami, ale poprzez wykonywanie zadań i zabijanie przeciwników zyskują punkty doświadczenia, dzięki którym rośnie ich poziom, a co za tym idzie, skuteczność w walce. By zapewnić przewagę swojej drużynie, gracz może także wyposażyć ją w lepszy ekwipunek. Każdy z dostępnych kompanów ma swoje tło fabularne i może wchodzić w interakcje z głównym bohaterem komentując jego działania i zlecając mu zadania. Jeśli kompan nie zgadza się z postępowaniem bohatera, może nawet się przeciwko niemu zbuntować.

## Polska wersja
- Piotr Fronczewski – Narrator
- Jan Kobuszewski – Narrator snów
- Gabriela Kownacka – Viconia
- Krzysztof Kowalewski – Korax, Tiax, Sobowtórniaki
- Wiktor Zborowski – Belt, Sarevok
- Marian Opania – Yeslick, Elminster
- Jan Piechociński – Xan
- Roman Holc – Xzar
- Andrzej Perzyna – Edwin Odesseiron
- Andrzej Arciszewski – Coran, Scar, Centeol
- Hanna Kinder-Kiss – Skie Silvershield
- Mikołaj Müller – Kagain, Resar

## Postacie
W grze występują takie rasy jak: ludzie, krasnoludy, elfy, gnomy, niziołki i półelfy. Dostępne klasy to: wojownik, łowca, paladyn, kapłan, druid, złodziej, bard i mag.
Ważnym czynnikiem są cechy postaci, wyróżnia się:
- siłę – podstawową cechę zbrojnych, określającą siłę mięśni, wytrzymałość, wytrwałość i zadawane obrażenia, determinuje jaki maksymalny ciężar przedmiotów postać może dźwigać bez spowolnienia lub unieruchomienia;
- zręczność – główną cechę złodziei, określającą zwinność, refleks, koordynacja, określa szansę na trafienie;
- kondycję – opisującą ogólną budowę ciała, stan zdrowia, wytrzymałość na obrażenia i choroby, stanowi podstawę określenia punktów życia;
- inteligencję – niezbędną magom, determinuje zdolność zapamiętywania, rozumowania i uczenia się;
- mądrość – podstawową cechę kapłanów, oznaczającą intuicję i siłę woli;
- charyzmę – istotną dla druidów, bardów i paladynów, określającą siłę przekonywania, urok i zdolności przywódcze.

Płeć nie ma wpływu na cechy.

## Ważne postacie i bohaterowie
- Alaundo – wróżbita, który przepowiedział śmierć Bhaala: „Pan Mordu zginie, ale przed śmiercią spłodzi legion śmiertelnych potomków. A ślady ich przejścia znaczyć będzie Chaos...”. Postać obecna w grze tylko w opowieściach bohaterów.
- Drizzt Do’Urden – mroczny elf, uciekinier z Podmroku.
- Elminster Aumar – jeden z najpotężniejszych magów na Wybrzeżu Mieczy, Harfiarz, którego gracz spotyka trzy razy.
- Gorion – przybrany ojciec głównego bohatera, współpracuje z Harfiarzami. Na początku gry gracz ucieka z nim z Candlekeep, po czym Gorion zostaje zamordowany przez Sarevoka.
- Sarevok – syn Bhaala, brat głównego bohatera, a zarazem główny przeciwnik. Chce wywołać wojnę pomiędzy Wrotami Baldura a Amnem, a także zlikwidować pozostałych potomków Bhaala. Występuje także w grze Baldur’s Gate II: Tron Bhaala.

## Miasta i obszary
W grze gracz może odwiedzić wiele obszarów. Duża część z nich to nienazwane dzikie terytoria. Istotniejszymi nazwanymi miejscami są:
- Candlekeep – wielka cytadela zawierająca jedną z największych kolekcji pism na kontynencie. Aby się do niej dostać należy ofiarować wartościową księgę strażnikowi bramy. Wspólnocie zamieszkujących fortecę mnichów przewodzi Strażnik Ksiąg, a doradza mu Pierwszy Czytacz. Tylko wybrani mogą pozostać w twierdzy dłużej niż 10 dni lub powrócić do niej przed upływem miesiąca.
- Beregost – drugie co do wielkości miasto na dostępnym w grze fragmencie Wybrzeża Mieczy. Leży w centrum terenu gry.
- Broda Ulgotha – małe miasto na północy. Główne miejsce akcji dodatku Baldur’s Gate: Opowieści z Wybrzeża Mieczy.
- Nashkel – wieś żyjąca z kopalni rudy żelaza. Sławna z organizowanych nieopodal jarmarków.
- Wrota Baldura – tytułowe miasto, największe z dostępnych w grze. Założone przez żeglarza Baldurana, którego hełm, płaszcz oraz (w dodatku Opowieści z Wybrzeża Mieczy) pamiętnik z podróży morskich i nóż do masła mamy okazję znaleźć w grze. Miasto posiada wiele sklepów, tawern, gospód i domów ludzi tutaj mieszkających.
- Wysoki Żywopłot – dom maga Thalantyra, który handluje magicznymi przedmiotami.
- Pod Pomocną Dłonią – gospoda na północ od Beregost. Gospodę otaczają grube mury, w obrębie których znajduje się też świątynia Garla Złotopołyskliwego i kilka domów. Można tu wymienić magiczne przedmioty i odpocząć.
- Knieja Otulisko – puszcza nieopodal Candlekeep, zamieszkana głównie przez druidów, pająki i wywerny.
- Gullykin – wioska Niziołków leżąca na wschód od żelaznego traktu.
- Knieja Larsa i Peldvate – lasy na południowy wschód od Wrót Baldura.

## Fabuła
Główna oś fabularna jest niezależna od charakteru bohatera gracza. Pojawiają się jednak rozmowy i bitwy, podczas których gracz musi dokonywać moralnych wyborów i zdecydować się na podążanie ścieżką prawości lub zła.
Wstęp – przygoda rozpoczyna się w twierdzy Candlekeep umiejscowionej na Wybrzeżu Mieczy w świecie Zapomnianych Krain. Główny bohater wychowywany jest tam przez swego przybranego ojca – Goriona, który pewnego dnia każe mu pośpiesznie przygotować się do wyprawy. W Candlekeep nie jest już bezpiecznie, wiele osób z nieznanego powodu chce i próbuje zabić głównego bohatera. Po wyjściu z twierdzy wędrowców atakują bandyci. Wśród nich jest tajemnicza postać w czarnej zbroi. Gorion poświęca życie, umożliwiając ucieczkę głównemu bohaterowi.
Rozdział pierwszy – przybrany ojciec nie pozostawia wiele wskazówek, gorączkowe przygotowania nie dały czasu na wyjaśnienia. Jedyne co zdążył wyjawić to fakt, iż zmierzali do gospody Pod Pomocną Dłonią, gdzie mają oczekiwać przyjaciele Goriona. Przed gospodą jednak czeka mag Tarnesh, który ma za zadanie zamordować głównego bohatera. Khalid i Jaheira spotkani w gospodzie okazują się wyjątkowo pomocni i lojalni, decydują się wędrować z głównym bohaterem. W czasie podróży dowiadują się np. o kłopotach w kopalni Nashkel, gdzie muszą się udać. Jeśli po drodze drużyna zatrzyma się w Beregoście, w gospodzie Czerwony Bukiet będzie czekać kolejny doświadczony zabójca – krasnolud Karlat.
Rozdział drugi – mieszkańcy Nashkel mają problemy z pobliską kopalnią, dzieją się tam dziwne rzeczy – górnicy przepadają bez śladu, a wydobywane żelazo kruszy się. W gospodzie Nashkel czeka jeszcze jedna zabójczyni, kapłanka Neira. Po kopalni panoszą się dziwne stwory, które rozmieściły mnóstwo pułapek na trzecim poziomie. Na czwartym zamieszkuje Mulahey – sprawca całego zamieszania. Jednak jak okazuje się z zapisków zgromadzonych w jego skrzyni był on jedynie pionkiem w większej grze, a rozkazy otrzymywał za pośrednictwem Tranziga z Beregostu.
Rozdział trzeci – w Nashkel oczekuje nagroda, ale również kolejny morderca – Nimbul. Kolejnym etapem podróży jest Beregost. Na pierwszym piętrze Gospody Fedelposta przebywa Tranzig. Ma on przy sobie mapę Obozu Bandytów – kolejnego miejsca w układance. W namiocie w centrum obozu oczekują przywódcy Żelaznego Tronu – potężnej organizacji kupieckiej z Wrót Baldura. Jak się okazuje zamieszani są w spisek dotyczący osłabienia żelaza z Nashkel. Jednak ich przywódca zbiegł do Kniei Otulisko.
Rozdział czwarty – Knieja Otulisko to wielki las, siedziba druidów. Po przedarciu się przez teren kniei bohater trafia do kopalni krasnoludów. Tam czekają kolejni zabójcy. Jak się okazuje kopalnia jest wykorzystywana do innych celów niż zawarte było to w umowie Tronu z krasnoludami. Ostatni krasnolud z klanu zajmującego się niegdyś wydobyciem zleca zalanie kopalni, prosi jednak o uwolnienie pozostających pod ziemią górników. Na ostatnim poziomie kopalni oczekuje jej tymczasowy zarządca, wysłannik Żelaznego Tronu – Davaeorn.
Rozdział piąty – gracz udaje się do głównego miasta na Wybrzeżu Mieczy – Wrót Baldura. Już na moście Scar, dowódca Płomiennej Pięści angażuje herosów w oczyszczenie kanałów miasta z potworów i zbadania Siedmiu Słońc – jednej z organizacji kupieckich. Po wykonaniu tych zadań gracz bada siedzibę Żelaznego Tronu, na zlecenie księcia Eltana. Bohater dowiaduje się, że Rieltar – przywódca Tronu wyjechał do Candlekeep.
Rozdział szósty – główny bohater wraca do miejsca, w którym rozpoczęła się jego przygoda. Jednak w mieście jego młodości jest jeszcze niebezpieczniej, jak w dniu, w którym, w pośpiechu, opuszczał tę fortecę. Wszyscy zachowują się dziwnie, w swych dawnych przyjaciołach bohater odkrywa sobowtórniaki. Największe podejrzenia wzbudza Koveras, spotkany na drugim piętrze biblioteki. Tam również spoczywają notatki Goriona. Na jednym z pięter drużyna spotyka przywódców Żelaznego Tronu. Bohater może ich zabić, jeżeli pozostawi ich w spokoju, zginą z rąk nasłanych zabójców. Strażnik spotkawszy herosów na korytarzu zatrzymuje ich pod zarzutem zabójstwa przywódców Tronu i zamyka w więzieniu. Wybawcą okazuje się Tethoril, teleportujący grupę do sekretnego pokoju, z którego mogą uciec do podziemi. Na drugim poziomie podziemi oczekuje Prat – najsilniejszy z wynajętych zabójców, wraz ze swoją drużyną.
Rozdział siódmy – po wydostaniu się z Candlekeep, bohater jest poszukiwany przez Płomienną Pięść za rzekome morderstwo przywódców Żelaznego Tronu. Z siedziby Pięści bohater kieruje się do armatora portu, księcia Eltana, którym opiekuje się pseudo-lekarz. Następnie w Głębokich Piwnicach o śmierć proszą się dwaj mordercy i w ten sposób gracz zyskuje zaproszenie na uroczystość koronacji Sarevoka, który wykorzystując zamieszanie, chorobę Eltana i śmierć przywódców Tronu postanowił przejąć władzę nad miastem.
Tajemnicza postać, która zabiła przybranego ojca Goriona nazywa się Sarevok. Ponadto okazuje się być bratem głównego bohatera, a jednocześnie synem boga mordu – Bhaala.
W Pałacu Książąt odbywa się właśnie nobilitacja Sarevoka. Po przybyciu bohatera i zdemaskowaniu jego planów, wywiązuje się walka. Gdy Sarevok jest bliski śmierci, ratuje go jego nauczyciel. Belt transportuje drużynę gracza do gildii złodziei, stąd rozpocznie się pościg za Sarevokiem. W labiryncie heros może natknąć się na galarety, strażników zguby i szkieletów-wojowników. Ostateczna bitwa rozgrywa się w świątyni pod Podziemnym Miastem, gdzie oczekuje Sarevok wraz z ochroną, w której skład wchodzą: Semaj, Angelo, Tazok i Horrory Bitewne.

## Tworzenie
Produkcja Wrót Baldura rozpoczęła się w 1995 roku. Za jej stworzenie odpowiada kanadyjski producent gier komputerowych BioWare. Początkowo gra miała nosić nazwę Forgotten Realms. Ukończenie produkcji gry wymagało 90 osobolat. Składały się na to zarówno praca nad zawartością gry, jak i opracowanie silnika Infinity Engine, co wywołało sporą presję czasową i konieczność uproszczenia projektów lokacji. Głównym silnikiem skryptów był Lua, a do stworzenia grafik użyto interfejsu DirectDraw.
W przeciwieństwie do innych gier w tamtych czasach, grafika tła nie składała się z kafelków. Grafiki podłoża były renderowane w całości, co znacznie wydłużyło proces tworzenia gry. Gdy zakończono produkcję, nikt z sześćdziesięcioosobowego zespołu nie brał wcześniej udziału w ukończeniu gry wideo.
Wrota Baldura zostały wydane 21 grudnia 1998 roku przez Black Isle Studios, oddział firmy Interplay.
W 1999 roku wydane zostało oficjalne rozszerzenie pod tytułem Baldur’s Gate: Opowieści z Wybrzeża Mieczy. 1 grudnia 2000 została wydana kontynuacja gry Baldur’s Gate II: Cienie Amn, a dodatek do niej, Baldur’s Gate II: Tron Bhaala, 21 czerwca 2001.

## Odbiór gry

### Sprzedaż
Według Feargusa Urquharta, oczekiwania biznesowe dla Wrót Baldura były bardzo niskie. Spodziewano się, że na rynku niemieckim sprzedaż nigdy nie przekroczy 50 tysięcy sztuk. Celem BioWare było osiągnięcie 200 tysięcy kopii, aby opłacalne było wydanie kontynuacji. Niespodziewanie gra okazała się komercyjnym sukcesem. Ray Muzyka przypisał ten sukces licencji Dungeons & Dragons i konsultacjom z graczami w trakcie produkcji. Interplay podało informację, że w ciągu dwóch pierwszych tygodni Wrota Baldura sprzedały się w liczbie 175 tysięcy kopii. Dwa miesiące po premierze sprzedaż przekroczyła już pół miliona sztuk, a dzieło BioWare zostało najlepiej sprzedającą się grą na komputery osobiste w styczniu 1999 roku, odnosząc międzynarodowy sukces na największych światowych rynkach.

### Recenzje
Wrota Baldura otrzymały pozytywne recenzje od wszystkich dużych publikacji o grach wideo. Po wydaniu gry amerykański PC Gamer oświadczył, że Wrota Baldura „rządzą niepodzielnie na rynku gier RPG i wyznacza nowe standardy”. Computer Shopper stwierdził, że to najlepsza gra na licencji Dungeons & Dragons jaka pojawiła się na komputerach. Magazyn Maximum PC porównał grę do Diablo, podkreślając, że prezentuje ona o wiele szerszy zakres możliwości i cech. Krytyka dotyczyła przede wszystkim problemów z algorytmem obliczającym drogę, po której poruszały się postaci niezależne. Mimo to gra została uznana za wzór do naśladowania, dzięki licznym opcjom dostosowywania postaci i wciągającej historii.
Redakcja serwisu Gry-Online w 2014 roku przyznała Wrotom Baldura 7. miejsce na liście najlepszych gier RPG wszech czasów.

## Reedycja
15 marca 2012 roku ogłoszono podjęcie prac nad remakiem gry o nazwie Baldur’s Gate Enhanced Edition, który początkowo miał mieć premierę latem 2012 roku. Ostatecznie grę wydano 30 listopada 2012 roku. Reedycja poprawia szatę graficzną, dodaje nowe zadania i bohaterów, którzy mogą dołączyć do drużyny gracza. Nad nowymi elementami pracował między innymi pisarz fantasy Dave Gross i Sam Hulick. 31 marca 2016 roku został wydany dodatek Baldur’s Gate: Siege of Dragonspear, którego akcja toczy się po wydarzeniach z podstawowej części gry.